# 霍西森冰川
霍西森冰川（英語：Hoseason Glacier）是南極洲的冰川，位於肯普地，長19公里，處於愛德華八世灣以東15英里，該冰川根據挪威探險隊拍攝的空中照片被該國製圖師繪入地圖。
67°06′S 58°07′E / 67.100°S 58.117°E